# Park Városmajor w Budapeszcie

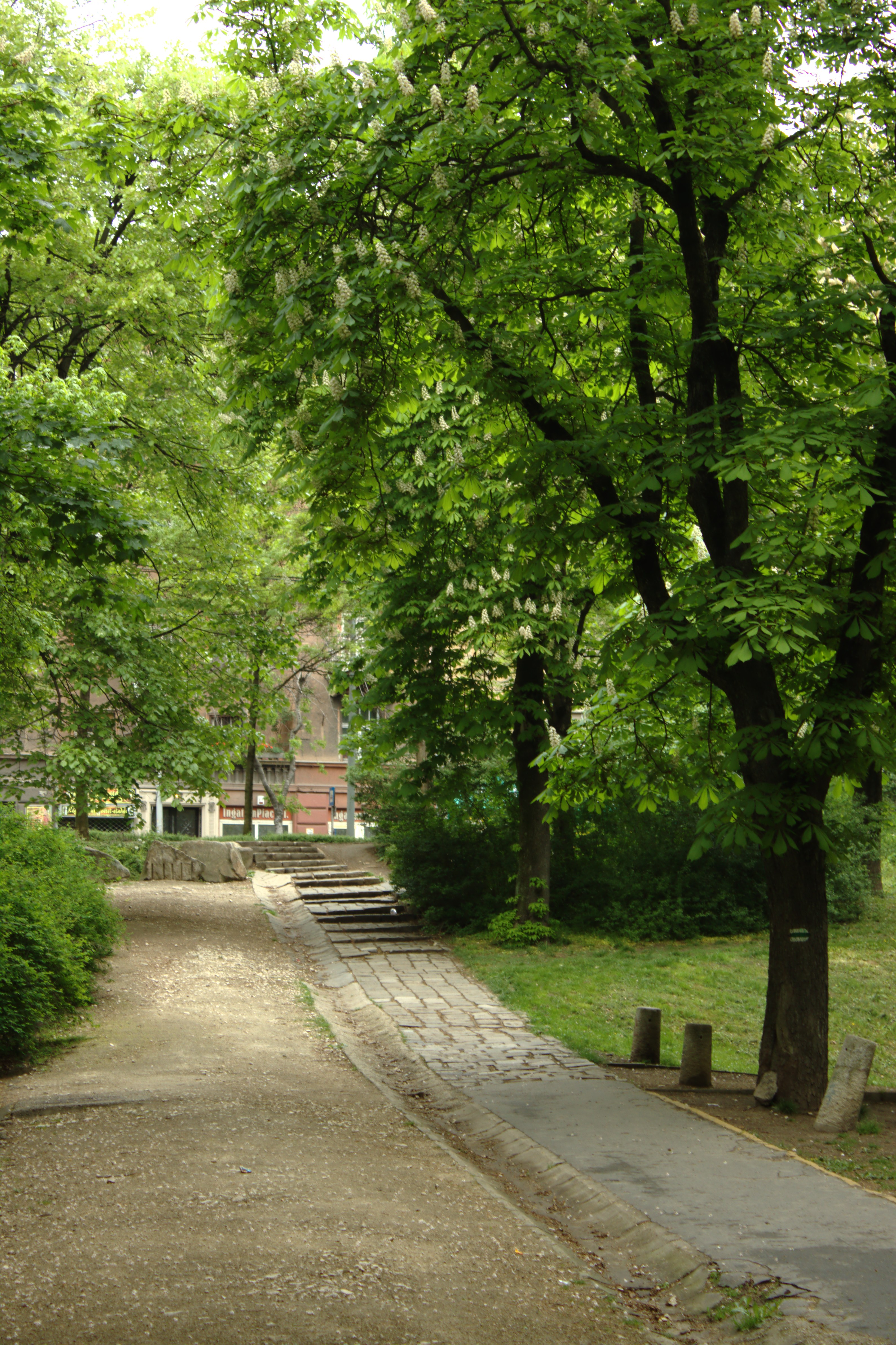
Park Városmajor

Park Városmajor w Budapeszcie  park znajdujący się w Budapeszcie. Położony jest w pobliżu stacji Széll Kálmán tér linii M2 budapeszteńskiego metra.
Mieści się między ulicami Szilágyi E. fasor i Krisztina krt.

## Historia parku
Dawniej park był wykorzystywany jako pastwisko. Kiedy Turcy w 1686 r. opuścili Węgry, rząd węgierski przekazał ten park na cele militarne. W 1787 r. powstał tu ogród barokowy. Swój dzisiejszy kształt park uzyskał w 1967 r.